# Erich Bitter

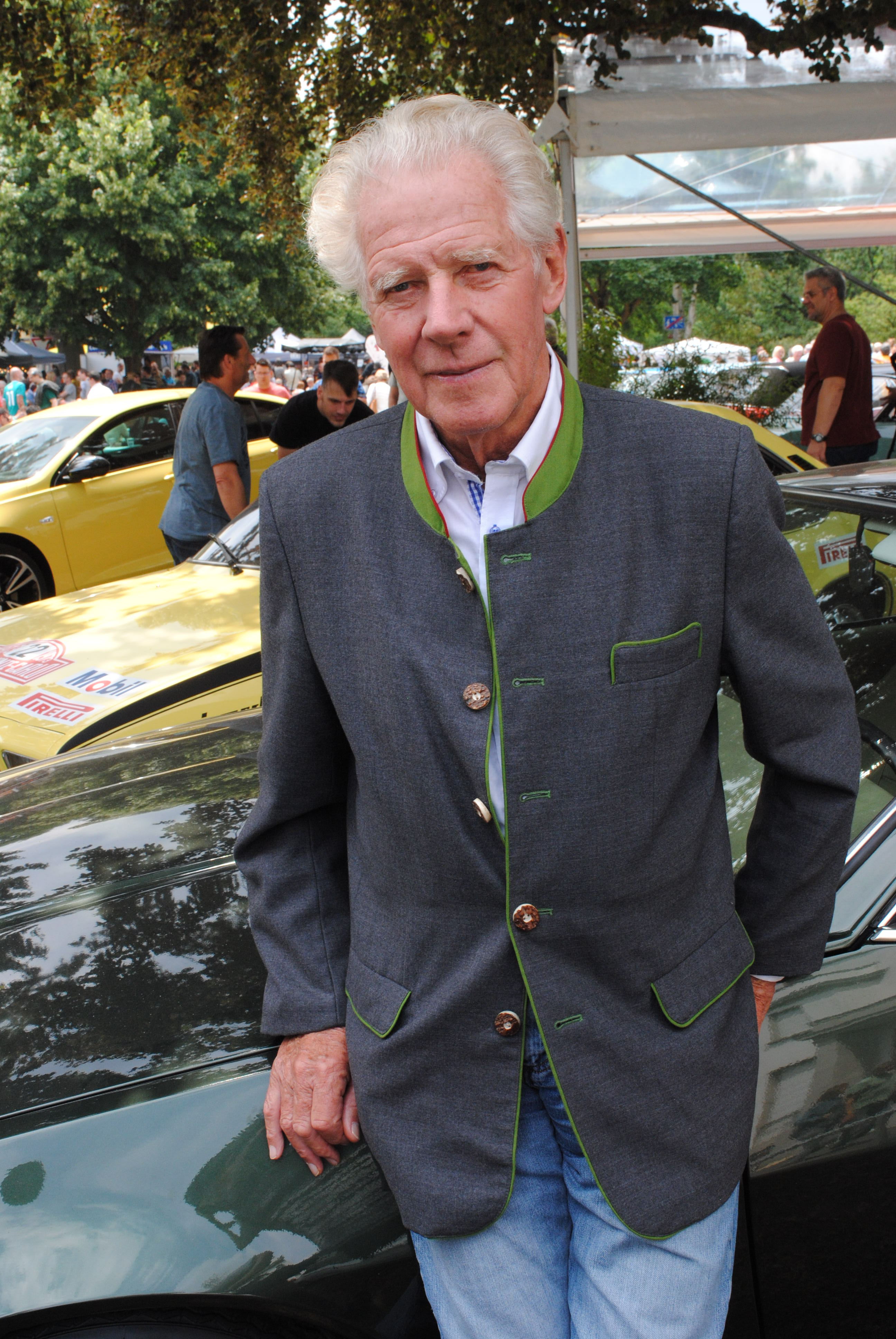
Erich Bitter beim Klassikertreffen Rüsselsheim (2018)

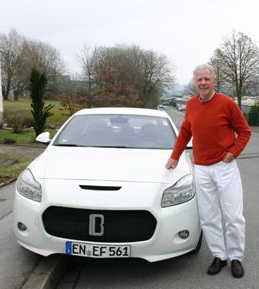
Erich Bitter mit dem Bitter Insignia (2011)

Erich Bitter (* 11. August 1933 in Schwelm; † 10. Juli 2023) war ein deutscher Automobildesigner sowie Rad- und Automobilrennfahrer. Er war der Gründer des Unternehmens Bitter Automobile.

## Radsport-Laufbahn
Erich Bitters Vater führte ein Fahrradgeschäft mit mehreren Filialen. Der Sohn wollte schon früh Profi-Radrennfahrer werden. Nachdem er als Amateur einige Erfolge hatte vorweisen können, verließ er die Schule nach der Mittleren Reife und arbeitete zunächst im Betrieb seines Vaters. 1954, zur Deutschen Straßenmeisterschaft in Dingolfing, wurde er mit 21 Jahren der jüngste deutsche Profi. Zwei Jahre lang, von 1954 bis 1956, startete Bitter für das Radsportteam Bismarck, anschließend zwei Jahre für Torpedo. Er fuhr hauptsächlich als Edel-Domestike für Hennes Junkermann und Klaus Bugdahl, größere eigene Erfolge blieben jedoch aus. 1958 beendete er seine Radsportkarriere aus gesundheitlichen Gründen.

## Automobilrennfahrer
Von 1959 bis 1968 fuhr Erich Bitter Autorennen, hauptsächlich Rundstrecken- sowie Langstreckenrennen wie die Targa Florio oder Rennen auf dem Nürburgring. Anfangs fuhr er NSU Prinz, später auch Saab, Volvo, Porsche, Ferrari, Mercedes, Opel und Abarth. 1965 wurde er auf seinem Abarth, hinter Manfred Schiek und Gerhard Bodmer, Dritter in der Deutschen Rundstrecken-Meisterschaft. Bei seinen Rennen erlitt er drei schwere Unfälle; nach dem dritten Unfall auf der Nordschleife des Nürburgrings beim 1000-km-Rennen 1969 hörte er mit Autorennen auf, auch weil seinerzeit viele seiner Kollegen tödlich verunglückt waren. Bitters Gruppe-4-Abarth war im Training kurz vor der Brücke im Streckenabschnitt Brünnchen von der Bahn abgekommen, gegen die Leitplanke geprallt, mehrere Meter hoch gegen einen Baum geschleudert worden und in Brand geraten.

## Kaufmann
Schon während seiner Tätigkeit als Autorennfahrer baute Erich Bitter zahlreiche kaufmännische Aktivitäten aus. 1960 eröffnete er in seiner Heimatstadt einen Autohandel für NSU und später auch für Saab, Volvo und Abarth. Als Autozubehörhändler Rallye Bitter war er der erste, der seit 1964 feuerfeste Rennoveralls aus Großbritannien importierte. Später entwickelt Bitter gemeinsam mit der DuPont einen eigenen flammengeprüften Stoff, Nomex. Zur Einführung von Nomex stellte er sich persönlich in einem flammengeprüften Overall in eine Ölwanne, aus der die Flammen hochschlugen. Zudem importierte er Automobile des kleinen italienischen Herstellers Intermeccanica. Von 1987 bis 1997 betrieb er die Bitter Automobile Company in Santa Monica, bis sein Geschäftsfreund Lee Miglin dem Serienmörder Andrew Phillip Cunanan zum Opfer fiel, der auch Gianni Versace tötete.

## Autoentwickler und -hersteller

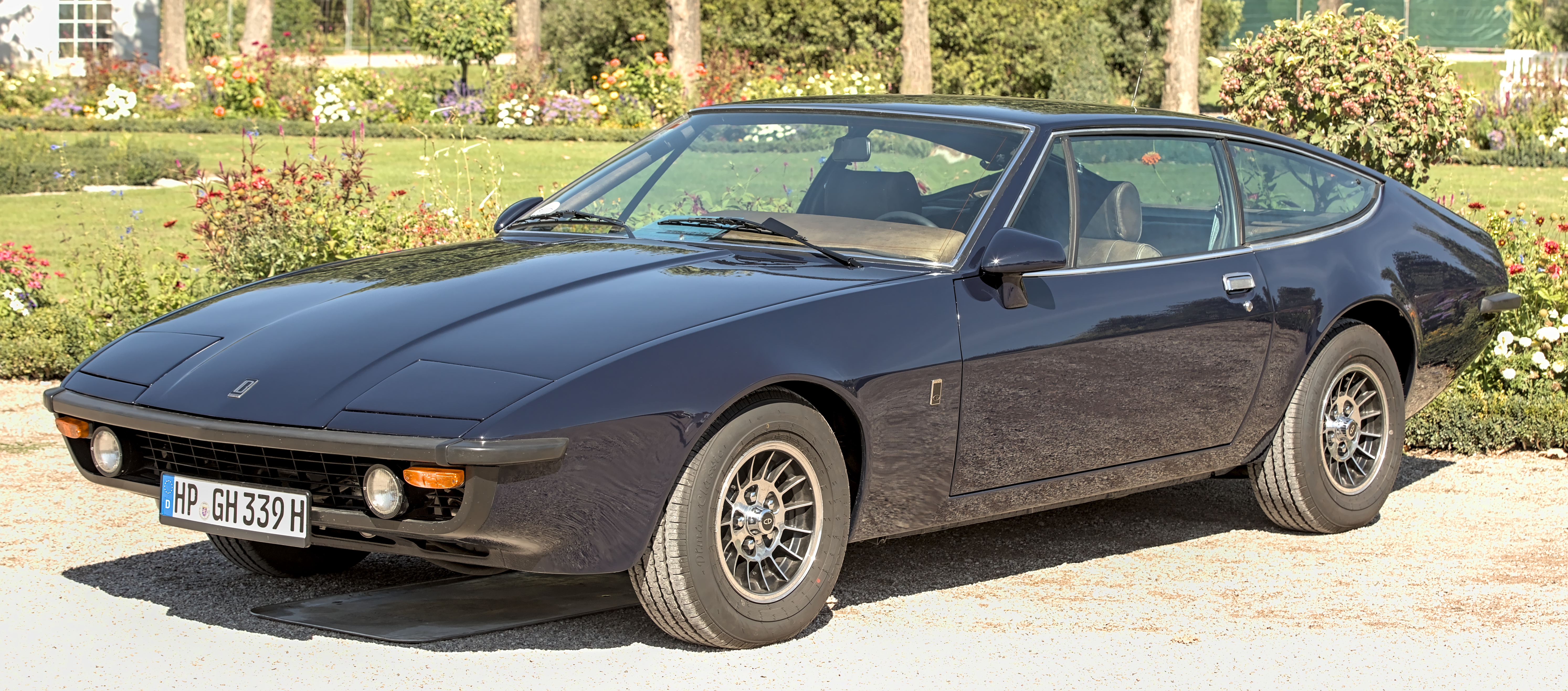
Bitter CD

Seine Unzufriedenheit mit den Produkten von Intermeccanica bewegte Erich Bitter dazu, ein eigenes Auto zu entwerfen. Er gründete die Bitter GmbH & Co. KG, heute Bitter Automotive GmbH, und baute ab 1971 mehrere Automodelle, die meisten von ihnen auf der Basis von Opel-Modellen. Die Sportwagen Bitter CD und SC haben bis heute „Kultstatus“, die Halter von Bitter-Automobilen treffen sich jährlich zum Bitter-Treffen.
Ab 1986 baute Erich Bitter verschiedene Prototypen. Von 1997 bis 2005 arbeitete er mit einem Team für die Forschung und Entwicklung bei Volkswagen. 2010 stellte er seinen Bitter Insignia auf der Basis eines Opel Insignia vor.
Erich Bitter wurde bei der Wahl Das Goldene Klassik-Lenkrad 2013 der Zeitschrift Autobild Klassik in der Kategorie Person des Jahres nominiert.

## Privates
Erich Bitter war dreimal verheiratet und ist Vater dreier Töchter. Er war begeisterter Läufer und absolvierte 30 Marathons. Weitere Hobbys waren Dressurreiten und die Malerei. Er starb am 10. Juli 2023 im Alter von 89 Jahren, wenige Wochen vor seinem 90. Geburtstag.

## Statistik

### Einzelergebnisse in der Sportwagen-Weltmeisterschaft
| Saison | Team          | Rennwagen              | 1   | 2   | 3   | 4   | 5   | 6   | 7   | 8   | 9   | 10  | 11  | 12  | 13  | 14  | 15  | 16  | 17  | 18  | 19  | 20  | 21  | 22  |
| ------ | ------------- | ---------------------- | --- | --- | --- | --- | --- | --- | --- | --- | --- | --- | --- | --- | --- | --- | --- | --- | --- | --- | --- | --- | --- | --- |
| 1963   | Erich Bitter  | Fiat-Abarth 850        | DAY | SEB | SEB | TAR | SPA | MAI | NÜR | CON | ROS | LEM | MON | WIS | TAV | FRE | CCE | RTT | OVI | NÜR | MON | MON | TDF | BRI |
| 1963   | Erich Bitter  | Fiat-Abarth 850        |     |     |     |     |     |     |     |     |     |     |     |     |     |     | 11  |     |     |     |     |     |     |     |
| 1964   | Erich Bitter  | Ferrari 250 GT Saab 96 | DAY | SEB | TAR | MON | SPA | CON | NÜR | ROS | LEM | REI | FRE | CCE | RTT | SIM | NÜR | MON | TDF | BRI | BRI | PAR |     |     |
| 1964   | Erich Bitter  | Ferrari 250 GT Saab 96 |     |     |     |     |     |     | 26  |     |     |     |     |     |     |     | 12  |     |     |     |     |     |     |     |
| 1965   | Abarth        | Fiat-Abarth 1000       | DAY | SEB | BOL | MON | MON | RTT | TAR | SPA | NÜR | MUG | ROS | LEM | REI | BOZ | FRE | CCE | OVI | NÜR | BRI | BRI |     |     |
| 1965   | Abarth        | Fiat-Abarth 1000       |     |     |     |     |     |     |     |     |     |     |     |     |     |     | 12  |     |     |     |     |     |     |     |
| 1966   | Abarth        | Abarth 1300 OT         | DAY | SEB | MON | TAR | SPA | NÜR | LEM | MUG | CCE | HOK | SIM | NÜR | ZEL |     |     |     |     |     |     |     |     |     |
| 1966   | Abarth        | Abarth 1300 OT         |     |     |     |     |     | 17  |     |     |     |     |     | DNF |     |     |     |     |     |     |     |     |     |     |
| 1967   | Abarth        | Abarth 1300 OT         | DAY | SEB | MON | SPA | TAR | NÜR | LEM | HOK | MUG | BRH | CCE | ZEL | OVI | NÜR |     |     |     |     |     |     |     |     |
| 1967   | Abarth        | Abarth 1300 OT         |     |     |     |     |     | DNF |     | 3   |     |     |     | 8   |     | 5   |     |     |     |     |     |     |     |     |
| 1968   | Caltex Racing | Porsche 906            | DAY | SEB | BRH | MON | TAR | NÜR | SPA | WAT | ZEL | LEM |     |     |     |     |     |     |     |     |     |     |     |     |
| 1968   | Caltex Racing | Porsche 906            |     |     | 11  |     |     |     |     |     |     |     |     |     |     |     |     |     |     |     |     |     |     |     |
| 1969   | IGFA          | Abarth 2000S           | DAY | SEB | BRH | MON | TAR | SPA | NÜR | LEM | WAT | ZEL |     |     |     |     |     |     |     |     |     |     |     |     |
| 1969   | IGFA          | Abarth 2000S           |     |     |     | DNF | 8   |     |     |     |     |     |     |     |     |     |     |     |     |     |     |     |     |     |